# Eduard Glaser
Eduard Glaser, född den 15 mars 1855 i Böhmen, död den 7 maj 1908 i München, var en österrikisk orientalist och upptäcktsresande.
Glaser besökte 1880-88 Tunisien, Tripolis och Egypten samt fyra gånger södra Arabiska halvön, där han från Sana företog åtskilliga resor, under vilka han samlade en mängd inskrifter, gammalarabiska manuskript samt språkprov av olika dialekter och även gjorde viktiga geografiska forskningar. Av hans Skizze der Geschichte und Geographie Arabiens von den ältesten Zeiten bis zum Propheten Muhammed utkom endast 2:a bandet (1890).